# Indianapolis 500 2011

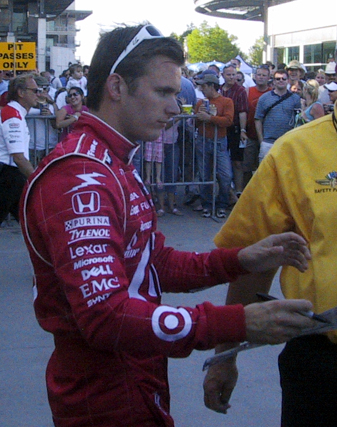
Dan Wheldon gewann 2011 das Indianapolis-Rennen.

Das 95. Indianapolis 500 auf dem Indianapolis Motor Speedway fand am 29. Mai 2011 statt und ging über eine Distanz von 200 Runden à 4,023 km, was einer Gesamtdistanz von 804,672 km entspricht.

## Bericht
Spannender und dramatischer hätte J. R. Hildebrand (Panther Racing) das Rennen nicht gestalten können. Als Rookie führte er das Rennen bis in die letzte Kurve an. Beim Überrunden in Kurve 4 schlitterte sein Auto seitlich in die Mauer, das Wrack rutschte über die Gerade und über die Ziellinie. Kurz vor dem Ziel überholte ihn der bis dahin zweitplatzierte Dan Wheldon (Bryan Herta Autosport) noch und er gewann das Rennen. Lange führten Scott Dixon und Dario Franchitti von Chip Ganassi Racing das Rennen an. Ihre Boxenstopp-Strategie ging aber mit der Benzinmenge gegen Ende des Rennens nicht auf und sie fielen zurück auf die Ränge 5 und 12. Für das Team Penske kam es noch schlimmer, kein einziges Auto von Teamchef Roger Penske kam zu Führungsrunden. Will Power belegte nur Rang 14, nachdem an seinem Auto nach einem Boxenstopp ein Rad nicht richtig befestigt wurde. Für Whelden war es nach 2005 der zweite Sieg beim Indy 500.

## Klassifikationen

### Start
| Reihe | Innen | Innen             | Mitte | Mitte               | Auẞen | Auẞen            |
| ----- | ----- | ----------------- | ----- | ------------------- | ----- | ---------------- |
| 1     | 77    | Alex Tagliani     | 9     | Scott Dixon         | 2     | Oriol Servià     |
| 2     | 99    | Townsend Bell     | 12    | Will Power          | 98    | Dan Wheldon      |
| 3     | 44    | Buddy Rice        | 67    | Ed Carpenter        | 10    | Dario Franchitti |
| 4     | 5     | Takuma Satō       | 14    | Vítor Meira         | 4     | J. R. Hildebrand |
| 5     | 06    | James Hinchcliffe | 30    | Bertrand Baguette   | 11    | Davey Hamilton   |
| 6     | 3     | Hélio Castroneves | 43    | John Andretti       | 59    | E. J. Viso       |
| 7     | 22    | Justin Wilson     | 88    | Jay Howard          | 07    | Tomas Scheckter  |
| 8     | 82    | Tony Kanaan       | 78    | Simona de Silvestro | 23    | Paul Tracy       |
| 9     | 7     | Danica Patrick    | 6     | Ryan Briscoe        | 26    | Marco Andretti   |
| 10    | 83    | Charlie Kimball   | 38    | Graham Rahal        | 19    | Alex Lloyd       |
| 11    | 36    | Pippa Mann        | 24    | Ana Beatriz         | 41    | Ryan Hunter-Reay |

### Endergebnis
| Pos. | Nr. | Fahrer                | Team                           | Runden | Zeit/Rückstand | Boxenstopps | Startplatz | Führungsrunden |
| ---- | --- | --------------------- | ------------------------------ | ------ | -------------- | ----------- | ---------- | -------------- |
| 1    | 98  | Dan Wheldon           | Bryan Herta Autosport          | 200    | 2:56:11,7267 h | 6           | 1          | 59             |
| 2    | 4   | J. R. Hildebrand (R)  | Panther Racing                 | 200    | 2,1086 s       | 12          | 7          | 44             |
| 3    | 38  | Graham Rahal          | Chip Ganassi Racing            | 200    | 5,5949 s       | 29          | 6          | 38             |
| 4    | 82  | Tony Kanaan           | KV Racing Technology – Lotus   | 200    | 7,4870 s       | 22          | 0          | 36             |
| 5    | 9   | Scott Dixon           | Chip Ganassi Racing            | 200    | 9,5434 s       | 2           | 73         | 45             |
| 6    | 2   | Oriol Servià          | Newman/Haas Racing             | 200    | 9,5435 s       | 3           | 18         | 42             |
| 7    | 30  | Bertrand Baguette     | Rahal Letterman Lanigan Racing | 200    | 23,9631 s      | 14          | 11         | 30             |
| 8    | 07  | Tomas Scheckter       | SH Racing                      | 200    | 24,3299 s      | 21          | 0          | 28             |
| 9    | 26  | Marco Andretti        | Andretti Autosport             | 200    | 25,7411 s      | 27          | 0          | 25             |
| 10   | 7   | Danica Patrick        | Andretti Autosport             | 200    | 26,4483 s      | 25          | 10         | 23             |
| 11   | 67  | Ed Carpenter          | Sarah Fisher Racing            | 200    | 27,0375 s      | 8           | 3          | 26             |
| 12   | 10  | Dario Franchitti      | Chip Ganassi Racing            | 200    | 56,4167 s      | 9           | 51         | 24             |
| 13   | 83  | Charlie Kimball (R)   | Chip Ganassi Racing            | 199    | 1 Rd.          | 28          | 0          | 20             |
| 14   | 12  | Will Power            | Team Penske                    | 199    | 1 Rd.          | 5           | 0          | 26             |
| 15   | 14  | Vítor Meira           | A. J. Foyt Enterprises         | 199    | 1 Rd.          | 11          | 0          | 19             |
| 16   | 22  | Justin Wilson         | Dreyer & Reinbold Racing       | 199    | 1 Rd.          | 19          | 0          | 18             |
| 17   | 3   | Hélio Castroneves     | Team Penske                    | 199    | 1 Rd.          | 16          | 0          | 17             |
| 18   | 44  | Buddy Rice            | Panther Racing                 | 198    | 2 Rd.          | 7           | 0          | 20             |
| 19   | 19  | Alex Lloyd            | Dale Coyne Racing              | 198    | 2 Rd.          | 30          | 0          | 15             |
| 20   | 36  | Pippa Mann (R)        | Conquest Racing                | 198    | 2 Rd.          | 31          | 0          | 15             |
| 21   | 24  | Ana Beatriz           | Dreyer & Reinbold Racing       | 197    | 3 Rd.          | 32          | 0          | 15             |
| 22   | 43  | John Andretti         | Andretti Autosport             | 197    | 3 Rd.          | 17          | 0          | 16             |
| 23   | 41  | Ryan Hunter-Reay      | A. J. Foyt Enterprises         | 197    | 3 Rd.          | 33          | 0          | 12             |
| 24   | 11  | Davey Hamilton        | Dreyer & Reinbold Racing       | 193    | 7 Rd.          | 15          | 0          | 16             |
| 25   | 23  | Paul Tracy            | Dreyer & Reinbold Racing       | 175    | 25 Rd.         | 24          | 0          | 13             |
| 26   | 99  | Townsend Bell         | Sam Schmidt Motorsports        | 157    | Unfall         | 4           | 0          | 21             |
| 27   | 6   | Ryan Briscoe          | Team Penske                    | 157    | Unfall         | 26          | 0          | 13             |
| 28   | 77  | Alex Tagliani         | Sam Schmidt Motorsports        | 147    | Unfall         | 1           | 20         | 25             |
| 29   | 06  | James Hinchcliffe (R) | Newman/Haas Racing             | 99     | Unfall         | 13          | 0          | 14             |
| 30   | 88  | Jay Howard (R)        | Sam Schmidt Motorsports        | 60     | Unfall         | 20          | 0          | 14             |
| 31   | 78  | Simona de Silvestro   | HVM Racing                     | 44     | Mechanik       | 23          | 0          | 14             |
| 32   | 59  | E. J. Viso            | KV Racing Technology – Lotus   | 27     | Unfall         | 18          | 0          | 14             |
| 33   | 5   | Takuma Satō           | KV Racing Technology – Lotus   | 20     | Unfall         | 10          | 0          | 14             |

(R)=Rookie / 7 Gelbphasen für insgesamt 40 Rd.